# فرودگاه بین‌المللی باختر
فرودگاه بین‌المللی باختر (به تاجیکی: Фурудгоҳи байналмилалии «Бохтар») که پیشتر فرودگاه بین‌المللی غرقان‌تپه نامیده می‌شد، یک فرودگاه غیرنظامی با کد یاتا KQT است که در شهر باختر کشور تاجیکستان قرار دارد. این فرودگاه یک باند فرود آسفالت با طول ۲٬۲۸۵ متر دارد.

## مقاصد و خطوط هوایی
| شرکت‌های هواپیمایی | مقصدهای پروازی                               |
| ----------------- | -------------------------------------------- |
| نوردویند ایرلاینز | فرودگاه بین‌المللی شرمتیوو، فرودگاه ترکمن‌آباد |